# Mali međimurski pas
Mali međimurski pas – međi, hrvatska je autohtona pasmina pasa.

## Opis pasmine
Uzgaja se više od 100 godina na području Međimurja i šire u sjeverozapadnoj Hrvatskoj. Nalazi se u seoskim domaćinstvima, gdje ga cijene kao psa čuvara i jer uništava štetne glodavce, a drži se i u gradovima. Pripada lupoidnome tipu pasa, ima uzdignute uši. Visine je do 30 cm do visine grebena, a dužina je za trećinu veća od visine. Dlaka je ravna, tvrda, kratka ili srednje duga. Ima različite boje, najčešće su kombinacija: smeđe, crne, bijele i sive boje. Noge su snažne, ravne i kratke, a šape okrugle. Rep je srednje dužine.
Hrvatski kinološki savez službeno ga je priznao kao hrvatsku autohtonu pasminu 2010. godine. Još nije međunarodno priznat. O pasmini se brine Sekcija uzgajivača malog međimurskog psa – međija iz Čakovca. Prvi je puta predstavljen na smotrama maloga međimurskog psa u Čakovcu te na Međunarodnoj izložbi pasa u Zagrebu 2010. i na izložbi pasa u Varaždinu 2011.

## Vanjske poveznice
- HKS, hrvatske autohtone pasmine
- [neaktivna poveznica] Mali međimurski pas je na slici gore desno, na prikazu hrvatskih autohtonih pasmina